# Vicente Asensi
Vicente Asensi Albentosa (* 28. Januar 1919 in Alcudia de Crespíns; † 2. September 2000 in Valencia) war ein spanischer Fußballspieler und -trainer.

## Karriere

### Verein
Asensi spielte zu Beginn seiner Karriere auf Amateurebene für den FC Burjassot. 1940 wechselte er zum FC Valencia und spielte fortan ausschließlich für diesen Verein. Gemeinsam mit Epi, Amadeo Ibáñez, Mundo und Guillermo Gorostiza bildete er eine der gefürchtetsten Angriffsreihen der 1940er Jahre. Mit seinem Klub gewann er drei spanische Meisterschaften und feierte zwei Pokalsiege.

### Nationalmannschaft
Asensi bestritt sechs Spiele für die spanische Nationalmannschaft. Sein Debüt feierte er am 6. Mai 1945 gegen Portugal. Im Jahr 1950 nahm er an der Weltmeisterschaft teil und erreichte mit seinem Land den vierten Platz.

## Erfolge
- Spanischer Meister: 1942, 1944, 1947
- Copa del Generalísimo: 1941, 1949